# Heiko Lange
Heiko Lange (* 28. April 1938 in Breslau) ist ein deutscher Wirtschaftsmanager.

## Leben
Lange wuchs zunächst in Breslau auf. Nachdem sein Vater 1941 in Russland gefallen war, erreichte er mit seiner Mutter und Schwester 1945 das Haus der Großeltern in Radevormwald (Nordrhein-Westfalen). Dort verbrachte er die Schulzeit und absolvierte das Abitur in Remscheid-Lennep. Mit seiner Frau Marlein geb. Rottmann ist Lange seit 1966 verheiratet und hat eine Tochter. Lange lebt in Frankfurt am Main.
Lange studierte in Bonn, Köln und Graz zunächst Sport und Anglistik, anschließend Philosophie, Soziologie und Pädagogik. Seine berufliche Laufbahn begann er 1965 als Referent beim Institut der Deutschen Wirtschaft in Köln und wechselte 1966 zu Standard Elektrik Lorenz AG (SEL), einer Tochtergesellschaft des amerikanischen ITT-Konzerns, nach Stuttgart. In den ersten Jahren war er in verschiedenen Funktionen des Personalwesens tätig und verantwortlich für Restrukturierungs- und Sanierungsmaßnahmen im Unternehmen. Von 1972 bis 1979 war er dort Personaldirektor des Geschäftsbereichs Private Nachrichten- und Daten-Systeme Deutschland. 1980 wurde Lange als Personaldirektor der Business Systems- and Communications Group in die europäische Zentrale der ITT nach Brüssel versetzt. Dort war er für die Personalpolitik und Restrukturierung von vierzehn Firmen in zehn Ländern verantwortlich.
1981 wechselte Lange als Vorstandsmitglied für Personal und Arbeitsdirektor zur Porsche AG nach Stuttgart und begleitete eine groß angelegte Restrukturierung des Sportwagenherstellers. 
1986 folgte er dem Ruf in den Vorstand der Deutsche Lufthansa AG. Die Liberalisierung des Luftverkehrs, die Sanierung der Unternehmensgruppe und deren Privatisierung waren die zentralen Herausforderungen während seiner Tätigkeit für den Luftfahrtkonzern. Nach vierzehn Jahren im Konzernvorstand endete seine berufliche Laufbahn 2000.
Von 1993 bis 2000 war Lange Vorsitzender der Deutschen Gesellschaft für Personalführung e.V. (DGFP) und bekleidete diverse Aufsichtsratsmandate.

## Auszeichnungen
Seit 1999 ist Lange Träger des Bundesverdienstkreuzes am Bande.